# Gonolobus waitukubuliensis
Gonolobus waitukubuliensis är en oleanderväxtart som beskrevs av Krings. Gonolobus waitukubuliensis ingår i släktet Gonolobus och familjen oleanderväxter. Inga underarter finns listade i Catalogue of Life.